# Clara Rockmore
Clara Rockmore, nascuda Clara Reisenberg, (Vílnius, 9 de març de 1911 - Nova York, 10 de maig de 1998), de família lituana jueva va destacar com a intèrpret virtuosa del theremin. Va desenvolupar tota una tècnica per tocar aquest instrument, que inclou un sistema de posicionament dels dits. També va ser una nena prodigi del violí, que va ingressar al Conservatori de Sant Petersburg a l'edat de 5 anys.

## Biografia
Tenia totes les qualitats necessàries per a passar a la història com una virtuosa del violí, però una malaltia òssia derivada dels seus problemes de desnutrició infantil la va obligar a allunyar-se del que fins a aquell moment havia estat el seu instrument favorit. Va ser, en les seves pròpies paraules, «una tragèdia». Però aquesta separació forçosa no va provocar que s'allunyés de la música, més aviat tot el contrari, la va fer conèixer i dominar el theremin, l'instrument que es toca «sense tocar-lo», al qual «va donar la seva vida» i amb el qual Clara Rockmore va passar a ser coneguda com la precursora de la música electrònica.
Els camins de Léon Theremin, el creador de tan peculiar instrument, i Clara Rockmore, de només 17 anys, es van creuar a la fi de 1928 a la ciutat de Nova York. El científic i inventor rus presentava en societat el theremin i la jove es va quedar intrigada des del primer moment sobre el funcionament del curiós aparell. Clara va interactuar amb l'instrument i va començar a tocar-lo –segons recullen les cròniques de l'època– amb una sensibilitat i precisió pròpies d'algú que ho hagués estat fent tota una vida.
Aquest moment va canviar per sempre la seva carrera i en part també la història de la música. Els seus estudis musicals previs, units a la oïda privilegiada de Clara Rockmore, van ajudar Léon Theremin a desenvolupar i perfeccionar el seu invent. Entre les modificacions més importants derivades de la col·laboració de tots dos destaquen l'ampliació del rang de vuitenes de 3 a 5, cosa que va ajudar la jove a interpretar peces més ràpides i amb més precisió, i el millor control del volum i el to.
Sense haver rebut cap noció de com interpretar el theremin, Clara Rockmore va aconseguir elaborar el seu propi mètode d'execució, arribant a aconseguir un grau de fusió amb l'instrument reservat només a pianistes o violinistes fins a aquest moment i centrar tots els seus esforços a aconseguir portar el theremin a l'altura de qualsevol instrument clàssic. Per això no va dubtar a interpretar peces d'il·lustres i reconeguts compositors com Bach, Chopin, Schubert o Saint-Saëns, ja que considerava que el theremin era un instrument melòdic i que els compositors de la seva època estaven «més interessats a escriure obres plenes d'efectes i sorolls abans que melodies».
Durant dècades, Clara Rockmore va tractar de dignificar el theremin portant el seu so arreu dels Estats Units, actuant amb les orquestres filharmòniques de Nova York, Filadèlfia i Toronto, entre d'altres. Però no va ser fins al 1977, quan tenia 66 anys, que es va decidir a gravar el seu primer disc, L'art del theremin . Malgrat la seva fidelitat cap a l'instrument, no va aconseguir evitar que amb el pas del temps el theremin quedés relegat a mer productor d'efectes sonors de pel·lícules. El mateix Alfred Hitchcock va demanar a Clara Rockmore que interpretés part de la música de la seva pel·lícula  Spellbound, però ella s'hi va negar.
Amb l'arribada del sintetitzador de Robert Moog, el theremin va passar a un segon pla fins que en els anys noranta va reviure en una segona joventut gràcies al documental  Theremin: An electronic odyssey, que el va apropar a molts músics i grups de l'època com ara The Rolling Stones o Led Zeppelin, que es van arriscar a introduir-lo en les seves composicions.
Apareix en la cançó "Whole Lotta Love", de Led Zeppelin; la cançó "Good Vibrations", dels Beach Boys; o els àlbums  Between the Buttons  i  Their Satanic Majesties Request, dels Rolling Stones. Els amants del cinema no hauran oblidat la lisèrgica música que sonava a  Recorda, d'Alfred Hitchcock, cada vegada que el personatge interpretat per Gregory Peck se submergia en uns rars pensaments després de veure el color blanc. Les partitures d'aquestes cançons i moltes més es deuen en gran part a Clara Rockmore, virtuosa de l'instrument que apareix en totes aquestes composicions.

## Vida personal i mort
Encara que Léon Theremin li havia proposat de casar-se diverses vegades, ho va fer amb l'advocat Robert Rockmore i, posteriorment, va fer servir el seu nom professionalment. No van tenir fills.
Va morir a Nova York el 10 de maig de 1998, als 87 anys, després d'un any de malaltia. Malgrat que la seva salut va decaure ràpidament durant gairebé un any, va declarar la seva determinació de viure per veure el naixement de la seva rebesneboda, que va néixer només dos dies abans de la seva mort.

## Àlbums
- The Art of the Theremin (1977)
- Clara Rockmore's Lost Theremin Album (2006)

## Pel·lícules i vídeos
- Martin, Steven M. (Director) (1995). Theremin: An Electronic Odyssey (Pel·lícula i DVD). MGM. Consulta: 2017-12-20.
- Moog, Robert (Producer) (1998). Clara Rockmore: The Greatest Theremin Virtuosa (Vídeo (VHS)). Moog Music and Little Big Films. Arxivat de l'original el 2008-12-22.
- Moog, Robert (Producer) (2005). Two Theremin Classics (DVD). Moog Music i Little Big Films.